# 安卓愛勝蚓
安卓愛勝蚓（學名：Eisenia andrei），俗稱「歐洲紅蚯蚓」、「太平二號」紅蚯蚓，歐洲原生種，屬於環節動物門寡毛綱類動物（通稱「蚯蚓」）。和赤子爱胜蚓亲缘、外观、习性很近，上世纪末才通过分子方式完全区分。两者甚至可以杂交。